# Українське культурно-просвітнє товариство «Дніпро»
Українське культурно-просвітнє товариство «Дніпро» (УКПТ) — одна з провідних організацій української діаспори в Латвії. Є членом Світового Конґресу Українців, співпрацює з Європейським конгресом українців.

## Історія
У жовтні 1988 року діаспоряни Риги на конференції утворили культурно-просвітницьке товариство, що отримало назву «Дніпро». Головою обрано було В. Прудіуса. Було першим українським товариством, яке почало роботу в Латвії. Частина членів «Дніпра» в лютому 1989 року заснувала Український молодіжний клуб. 2006 року товариство на умовах автономії увійшло до «Об'єднання українських товариств Латвії», що поєднало товариства й організації Латвії.

## Організаційна будова
На чолі стоїть голова, який обирається на виборчих зборах Товариства. Своєю чергою, голова свої дії коригує з членами правління. Щорічно проходять звіти про діяльність керуючого органу УКПТ. «Дніпро» нараховує у своїх лавах близько 500 членів. Осідок розташовано у Ризі, де є найбільшою українська діаспора Латвії. Наразі головою є Іван Наливайко, що вже декілька разів переобирався на цю посаду.

## Діяльність
Головними завданнями своєї діяльності визначає збереження мови, звичаїв, традицій та культури українського народу, задоволення культурно-освітніх потреб українців у Латвійській Республіці. 1994 року члени товариства разом з іншими представниками української громади Латвії створили фон «Діаспора», основним завданнями якого стали аналіз соціально-економічних проблем і правових ситуацій українців Латвії.
На базі товариства у 1989 році було створено українську недільну школу, яка 1991 року була перетворена у державний загальноосвітній заклад — Ризьку українську середню школу. Директором школи є Лідія Кравченко. Українська школа на сьогодні певною мірою виконує функції інформаційного та об'єднувального центру української діаспори в Латвії. Тут навчаються 256 учнів різних національностей. Викладання ведеться на 60 відсотків латиською мовою і на 40 відсотків — українською
Під керівництвом заслуженого діяча мистецтв УРСР М. Білашицького з 1989 року в «Дніпрі» активно діє однойменний ансамбль української народної пісні. Він є відомим своїми виступами з концертними програмами «Разом у Європі», «Балтійська трембіта». Ансамбль з успіхом виступав майже в усіх великих містах Латвії, в Україні (Київ, Луцьк, Нововолинськ, Чернігів), Білорусі (Мінськ, Молодечно) та Естонії (Таллінн). Ансамбль також брав участь у святкуванні «Днів слов'янської культури» на кордоні Латвії, Росії і Білорусі (в Краславському районі).
2011 року створено самодіяльний молодіжний колектив, який представляє товариство «Дніпро» під час різноманітних молодіжних фестивалів.
При товаристві існують літературний клуб української поезії та прози і клуб пенсіонерів «Берегиня», які очолює Наталя Грабар. Тут збираються для щирого спілкування, а також поспівати українських пісень українці й українки похилого віку, які вже не в змозі виїхати за межі країни проживання.

## Голови
- В. Прудіус
- Володимир Строй
- Георгій Крутий
- Іван Наливайко